# Multiprotocol over ATM
Multiprotocol Encapsulation over ATM (MPoA) ist ein Kommunikationsprotokoll, um IP-Datenverkehr durch Datenkapselung effizienter über ein ATM-basiertes Netzwerk zu transportieren.
Da keine LAN-Emulation stattfindet, können Schicht-3-Protokolle (gemäß OSI-Modell) direkt die Mechanismen von ATM (z. B. Bandbreitenreservierung) nutzen.
Bei DSL, ADSL bzw. T-DSL wird das Protokoll benutzt, um Anschlüsse mit mehreren öffentlichen IP-Adressen (bzw. ganze Subnetze) zur Verfügung zu stellen.
Dazu sind die Protokolle PPPoE und PPPoA nicht in der Lage.
Bei dem Protokoll wird zwischen bridged und routed, sowie LLC und VC-Mux unterschieden.

## Spezifikationen
- D. Grossman, J. Heinanen: RFC: 2684 – Multiprotocol Encapsulation over ATM Adaptation Layer 5. September 1999 (englisch).